# Pepe Reina
José Manuel Reina Páez (* 31. srpen 1982 Madrid, Španělsko), známý také jako Pepe Reina, je bývalý španělský fotbalový brankář, který naposledy chytal za italské Como. Mezi lety 2005 a 2017 odchytal také 38 utkání ve španělské reprezentaci.
Reina reprezentoval Španělsko na Mistrovství světa 2006, Mistrovství Evropy 2008, Mistrovství světa 2010 a Mistrovství Evropy 2012.
V březnu 2015 se stal prvním brankářem (a zároveň Španělem) v historii, který nastoupil v nejvyšších ligách ve Španělsku, Anglii, Itálii a Německu.

## Klubová kariéra
V sezóně 2013/14 vyhrál s SSC Neapol italský pohár Coppa Italia, ve finále SSC porazil Fiorentinu 3:1.
V srpnu 2014 odešel do bavorského klubu FC Bayern Mnichov, kde souhlasil s pozicí brankářské dvojky za Manuelem Neuerem. Po jediné sezóně ho vysedávání na lavičce přestalo bavit a vrátil se do SSC Neapol.
Ve dresu Lazia dosáhl v utkání proti Cagliari dne 7. února 2021 na 600 kariérních zápasů v nejvyšších ligových soutěžích.

## Reprezentační kariéra
Reina působil v mládežnických reprezentacích Španělska.
V A-mužstvu Španělska přezdívaném La Furia Roja debutoval 17. 8. 2005 v Gijónu v přátelském zápase proti týmu Uruguaye (výhra 2:0).
Se španělskou reprezentací vyhrál dvakrát Mistrovství Evropy (2008 a 2012) a jednou Mistrovství světa (2010).
Trenér Vicente del Bosque jej vzal na Mistrovství světa 2014 v Brazílii, kde Španělé jakožto obhájci titulu vypadli po dvou porážkách a jedné výhře již v základní skupině B. Na turnaji byl náhradním brankářem, ale odchytal poslední zápas proti Austrálii (výhra 3:0), kdy už bylo jisté, že Španělsko nemůže postoupit.

## Přestupy
- z FC Barcelona do Villarreal CF za 750 000 Euro
- z Villarreal CF do Liverpool FC za 9 800 000 Euro
- z Liverpool FC do SSC Neapol (hostování)
- z Liverpool FC do FC Bayern Mnichov za 3 000 000 Euro
- z FC Bayern Mnichov do SSC Neapol za 2 000 000 Euro
- z SSC Neapol do AC Milán zadarmo
- z AC Milán do Aston Villa FC za 400 000 Euro (hostování)
- z AC Milán do SS Lazio zadarmo
- z SS Lazio do Villarreal CF zadarmo
- z Villarreal CF do Como 1907 zadarmo

## Statistiky
| Sezóna               | Klub                 | Liga                 | Liga   | Liga      | Ligové poháry | Ligové poháry | Ligové poháry | Kontinentální poháry | Kontinentální poháry | Kontinentální poháry | Celkem | Celkem    |
| Sezóna               | Klub                 | Soutěž               | Zápasy | Obd. góly | Soutěž        | Zápasy        | Obd. góly     | Soutěž               | Zápasy               | Obd. góly            | Zápasy | Obd. góly |
| -------------------- | -------------------- | -------------------- | ------ | --------- | ------------- | ------------- | ------------- | -------------------- | -------------------- | -------------------- | ------ | --------- |
| 2000/01              | Barcelona            | Primera División     | 19     | -32       | ŠP            | 7             | -5            | LM+PU                | 0+7                  | -0+ -6               | 33     | -43       |
| 2001/02              | Barcelona            | Primera División     | 11     | -11       | ŠP            | 1             | -1            | LM                   | 4                    | -4                   | 16     | -16       |
| Celkem za Barcelonu  | Celkem za Barcelonu  | Celkem za Barcelonu  | 30     | -43       | -             | 8             | -6            | -                    | 11                   | -10                  | 49     | -59       |
| 2002/03              | Villarreal           | Primera División     | 33     | -43       | ŠP            | 0             | -0            | Int.                 | 4                    | -3                   | 37     | -46       |
| 2003/04              | Villarreal           | Primera División     | 38     | -49       | ŠP            | 0             | -0            | Int.+PU              | 3+12                 | -1+ -9               | 53     | -59       |
| 2004/05              | Villarreal           | Primera División     | 38     | -37       | ŠP            | 0             | -0            | Int.+PU              | 8+11                 | -4+ -6               | 57     | -47       |
| 2005/06              | Liverpool            | Premier League       | 33     | -21       | AP+ALP        | 5+0           | -5+ -0        | LM+ES+MSk            | 12+1+2               | -6+ -1+ -1           | 53     | -34       |
| 2006/07              | Liverpool            | Premier League       | 35     | -23       | AP+ALP+AS     | 0+1+1         | -0+ -3+ -1    | LM                   | 14                   | -10                  | 51     | -37       |
| 2007/08              | Liverpool            | Premier League       | 38     | -28       | AP+ALP        | 0+2           | -0+ -2        | LM                   | 14                   | -12                  | 54     | -42       |
| 2008/09              | Liverpool            | Premier League       | 38     | -28       | AP+ALP        | 2+0           | -2+ -0        | LM                   | 11                   | -12                  | 51     | -42       |
| 2009/10              | Liverpool            | Premier League       | 38     | -35       | AP+ALP        | 1+0           | -1+ -0        | LM+EL                | 5+8                  | -5+ -7               | 52     | -48       |
| 2010/11              | Liverpool            | Premier League       | 38     | -43       | AP+ALP        | 1+0           | -1+ -0        | EL                   | 11                   | -5                   | 50     | -49       |
| 2011/12              | Liverpool            | Premier League       | 34     | -35       | AP+ALP        | 5+7           | -6+ -6        | -                    |                      |                      | 46     | -47       |
| 2012/13              | Liverpool            | Premier League       | 31     | -34       | AP+ALP        | 0+0           | -0+ -0        | EL                   | 8                    | -9                   | 39     | -43       |
| Celkem za Liverpool  | Celkem za Liverpool  | Celkem za Liverpool  | 285    | -247      | -             | 23            | -26           | -                    | 86                   | -66                  | 394    | -339      |
| 2013/14              | Neapol               | Serie A              | 30     | -29       | IP            | 4             | -4            | LM+EL                | 5+4                  | -9+ -4               | 43     | -46       |
| 2014/15              | Bayern Mnichov       | Bundesliga           | 3      | -0        | NP+NS         | 0+0           | -0            | LM                   | 0                    | -0                   | 3      | -0        |
| 2015/16              | Neapol               | Serie A              | 37     | -29       | IP            | 2             | -2            | EL                   | 5                    | -3                   | 44     | -34       |
| 2016/17              | Neapol               | Serie A              | 37     | -38       | IP            | 3             | -5            | LM                   | 8                    | -14                  | 48     | -57       |
| 2017/18              | Neapol               | Serie A              | 37     | -29       | IP            | 0             | -0            | LM+EL                | 8+2                  | -11+ -3              | 47     | -43       |
| Celkem za Neapol     | Celkem za Neapol     | Celkem za Neapol     | 141    | -125      | -             | 9             | -11           | -                    | 32                   | -44                  | 182    | -180      |
| 2018/19              | Milán                | Serie A              | 4      | -5        | IP+IS         | 2+0           | -1+ -0        | EL                   | 6                    | -9                   | 12     | -15       |
| 2019/20              | Milán                | Serie A              | 1      | -1        | IP            | 0             | -0            | -                    | 0                    | -0                   | 1      | -1        |
| Celkem za Milán      | Celkem za Milán      | Celkem za Milán      | 5      | -6        | -             | 2             | -1            | -                    | 6                    | -9                   | 13     | -16       |
| 2019/20              | Aston Villa          | Premier League       | 12     | -20       | AP            | 0             | -0            | -                    | 0                    | -0                   | 12     | -20       |
| 2020/21              | Lazio                | Serie A              | 29     | -41       | IP            | 1             | -3            | LM                   | 7                    | -12                  | 37     | -56       |
| 2021/22              | Lazio                | Serie A              | 15     | -29       | IP            | 2             | -4            | EL                   | 0                    | -0                   | 17     | -33       |
| Celkem za Lazio      | Celkem za Lazio      | Celkem za Lazio      | 44     | -70       | -             | 3             | -7            | -                    | 7                    | -12                  | 54     | -89       |
| 2022/23              | Villarreal           | Primera División     | 22     | -27       | ŠP            | 3             | -2            | EKL                  | 7                    | 32                   | -38    |           |
| 2023/24              | Villarreal           | Primera División     | 2      | -2        | ŠP            | 3             | -2            | EL                   | 7                    | -11                  | 12     | -15       |
| Celkem za Villarreal | Celkem za Villarreal | Celkem za Villarreal | 133    | -157      | -             | 6             | -4            | -                    | 52                   | -43                  | 191    | -204      |
| 2024/25              | Como                 | Serie A              | ?      | ?         | IP            | ?             | ?             | -                    | 0                    | 0                    | ?      | ?         |
| Celkově              | Celkově              | Celkově              | 656    | -668      | -             | 51            | -55           | -                    | 194                  | -184                 | 901    | -907      |

## Úspěchy

### Klubové
- 1× vítěz německé ligy (2014/15)
- 1× vítěz anglického poháru (2005/06)
- 1× vítěz italského poháru (2013/14)
- 1× vítěz anglického ligového poháru (2011/12)
- 1× vítěz anglického superpoháru (2006)
- 1× vítěz evropského superpoháru (2005)
- 2× vítěz poháru Intertoto (2003, 2004)

### Reprezentační
- 4× účast na MS (2006, 2010 - zlato, 2014, 2018)
- 2× účast na ME (2008 - zlato, 2012 - zlato)
- 2× účast na Konfederačním poháru (2009 - bronz, 2013 - stříbro)

### Individuální
- 3× nejlepší brankář v lize (2005/06, 2006/07, 2007/08)